# Aetna (assurances)
Pour les articles homonymes, voir Ætna.
Aetna est une entreprise américaine, spécialisée dans l'assurance santé des employés, cotée en Bourse. Elle succède à la société d'assurances généraliste Ætna, d'Hartford, dans le Connecticut. Ætna fournit sa première assurance vie en 1850, trente ans après sa fondation. Ætna continue d'assurer les biens, contre les accidents et joue un rôle actif sur les marchés obligataires.

## Histoire
En juillet 2015, Aetna fait une offre d'acquisition, en action et en liquidité, de 37 milliards de dollars sur Humana, une entreprise d'assurance américaine. En juillet 2016, l'opération est bloquée par les autorités de la concurrence américaine, au même titre que l'acquisition de Cigna par Anthem.
En octobre 2017, CVS Health annonce l'acquisition de l'assureur médical Aetna pour plus de 66 milliards de dollars. En parallèle, The Hartford acquiert les activités d'assurances vie d'Aetna pour 1,43 milliard de dollars.